# Ritz (cracker)
Ritz è un cracker salato prodotto da Nabisco dal 1934 e distribuito in Italia da Mondelēz International per mezzo di Saiwa. Ha una caratteristica forma circolare con sette buchi, una lieve frastagliatura sul bordo, ed è leggermente salato e dorato in superficie.

## Storia

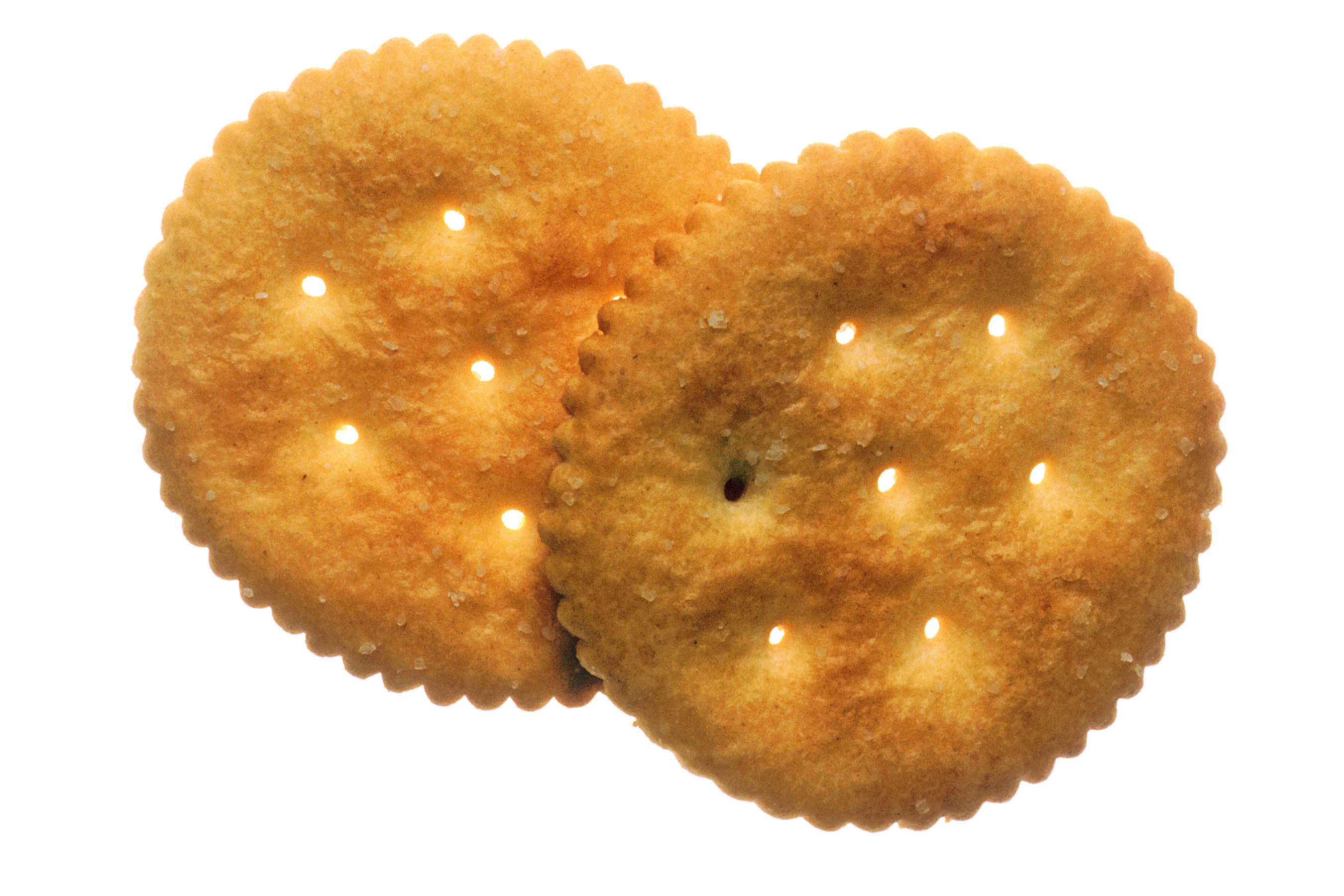
Cracker Ritz

I Ritz sono stati lanciati sul mercato il 21 novembre 1934 dalla Jackson, una sussidiaria della Nabisco.
Secondo l'azienda, il nome si ispirava alla catena di alberghi Ritz-Carlton per evocare un'immagine di ricchezza e benessere come risposta alla Grande Depressione. In Italia vennero inizialmente prodotti dalla Motta su licenza Nabisco, poi da Saiwa.

## Varianti
I Ritz si presentano anche in molte varianti. Quelle prodotte da Saiwa sono:
- Mini Ritz,[3] identici agli originali ma di dimensioni più piccole e venduti in sacchetti, anziché nelle classiche scatole;
- Ritz Crispy,[4] versione dei Ritz meno calorica in quanto cotti al forno, pure venduti in sacchetti.

Negli anni ottanta e novanta furono prodotti anche i Ritz al pomodoro e i Ritz al formaggio. Negli Stati Uniti esistono numerose varianti come quella al burro o quella allo zucchero di cannella.

## Promozione
Le prime pubblicità televisive dei Ritz in Italia furono trasmesse in Carosello e avevano come protagonista Paolo Villaggio; gli slogan erano "Salato da una parte, dolce dall'altra!" e "Con Ritz, non si è mai soli!". Negli anni ottanta furono utilizzati gli stessi spot pubblicitari televisivi per quasi tutta l'Europa, con lo slogan "Quel gusto irresistibile di Ritz".